# L'Homme qui viendra
Pour plus de détails, voir Fiche technique et Distribution.
L'Homme qui viendra (L'uomo che verrà) est un film italien réalisé par Giorgio Diritti et sorti en 2009.

## Synopsis
Décembre 1943. Le destin tragique d'une famille de paysans pauvres de la commune de Marzabotto, autour de Monte Sole, dans la région de Bologne. Les allers et retours d'une des filles, Beniamina, entre la ville et la campagne. La nièce de celle-ci devenue muette à la suite du décès de son petit frère… Puis, l'arrivée des troupes de la Wehrmacht dans les villages environnants. La résistance qui s'organise, des soldats allemands tués et les représailles organisées par les officiers de l'Armée allemande : les habitants de la commune sont massacrés au cimetière et à l'église. Martina survit ainsi que l'un de ses petits frères. Elle retrouve progressivement la parole en lui fredonnant une berceuse… Le film s'inspire d'un fait historique avéré : « l'extermination cruelle et d'une particulière férocité dans laquelle, en septembre 1944, furent anéanties environ 770 personnes, pour la plupart des femmes, des enfants et des vieux, connue sous le nom de massacre de Marzabotto. »

## Fiche technique
- Titre du film : L'Homme qui viendra
- Titre original : L'uomo che verrà
- Réalisation : Giorgio Diritti
- Scénario : Tania Pedroni, G. Diritti, Giovanni Galavotti
- Assistant réalisateur : Manuel Moruzzi
- Photographie : Roberto Cimatti - Couleurs
- Format : 2,35 : 1
- Décors : Giancarlo Basili
- Ensemblier : Cristina Bartoletti
- Costumes : Lia Francesca Morandini
- Montage : G. Diritti, Paolo Marzoni
- Musique : Marco Biscarini, Daniele Furlati
- Tournage à Castel San Pietro Terme, région de Bologne, Émilie-Romagne
- Production : Simone Bachini, G. Diritti pour Aranciafilm, Rai Cinema
- Pays d'origine :  Italie
- Durée : 115 minutes
- Sorties :
  - 16 octobre 2009 au Festival international du film de Rome
  - 22 janvier 2010 en Italie
  - 16 janvier 2013 en France

## Distribution
- Maya Sansa : Lena
- Claudio Casadio : Armando
- Alba Rohrwacher : Beniamina
- Greta Zuccherini Montanari : Martina
- Stefano Biccochi : monsieur Bugamelli
- Eleonora Mazzoni : madame Bugamelli
- Giovanni Macchiavelli : Guglielmo Bugamelli
- Raffaele Zabban : le prêtre don Giovanni Fornasini
- Germano Maccioni : le prêtre don Ubaldo

## Récompenses
- Prix du jury au Festival international du film de Rome 2009
- David di Donatello 2010

## Autour du film
- Considéré comme l'un des meilleurs films italiens de la saison 2009, L'uomo che verrà l'est « du point de vue de la reconstruction historiographique qui ne concerne pas uniquement le massacre mais aussi la vie quotidienne des métayers de l'Italie centrale jusqu'aux années du boom et du dépeuplement des campagnes. [...] Ce film est le meilleur parmi ceux, rares, qui ont essayé de représenter le monde paysan. [...] Seul, L'Arbre aux sabots d'Olmi atteint la même vérité. »[2]
- Ainsi, le film fonctionnerait sur un double niveau[1]. Film socio-politique sur un évènement d'une importance historique complexe et profondément tragique (on songe, bien entendu, à La Nuit de San Lorenzo des frères Taviani), il l'est aussi dans son observation d'un univers paysan désormais en voie d'extinction. Quiconque aurait visionné le début du film, sans en connaître le sujet, en aurait, une perception radicalement différente, affirme en substance Jean A. Gili<re name=gili/>.
- Giorgio Diritti déclare, pour sa part : « L'uomo che verrà veut être un film sur la guerre vue d'en bas, du côté de ceux qui la subissent et qui se trouvent mêlés, malgré eux, à de grands moments de l'histoire qui semblent ignorer la vie des hommes. [...] Dans ce drame inhumain, la petite Martina devient la protagoniste d'un parcours d'espérance. [...] Elle est le témoin pour tous les enfants massacrés autour d'elle. [...] Lorsqu'elle rencontre les incohérences de l'adulte, elle tente vainement d'en comprendre l'origine et la raison. Nous devons renouer avec ce regard d'ingénuité afin de dénoncer ces invraisemblances et trouver le vrai bien de l'homme. »[2]
- Un documentaire sur la tragédie de Marzabotto a été réalisé en 2007 par Germano Maccioni, lui-même incarnant un personnage réel (le prêtre Ubaldo Marchioni) dans le film de Giorgio Diritti[3]. Le film suit les séances d'un procès se déroulant entre février 2006 et janvier 2007 et mettant en cause dix-sept membres de la S.S. - un seul fut présent et plaida non coupable. Ces hommes étaient placés sous les directives des officiers Max Simon et Walter Reder, déjà coaccusé dans le massacre des Fosses ardéatines du 24 mars 1944 à Rome.  Des témoignages de survivants du massacre ont également été recueillis.